# 刘晓宇 (游泳运动员)
刘晓宇（1988年6月25日—），辽宁沈阳人，中国游泳运动员。

## 簡歷
刘晓宇在辽宁省沈阳市大东区出生，因为小時候长得太瘦，媽媽在她9岁那年就送她去学游泳鍛鍊身體。她在开始的時候對游泳充满抗拒，但没多久後她就认真的练起來，其後更被选材到省隊去训练。不过，由於刘晓宇並不属于那种条件很好、很有天赋的孩子，也没有被教练一眼相中，基本上就只是跟着训练。
2001年，13岁的刘晓宇初次代表辽宁登上全运会的赛场，成為該届全运会游泳比赛里年龄最小的參賽者。
在刘晓宇開始游出成绩的時候，其時正是中国女子隊蛙泳最人才济济之时，當中佼佼者包括雅典奥运金牌得主罗雪娟、世界纪录保持者齐晖、廣州亞運金牌得主季丽萍等，比她们年紀小的刘晓宇那时候别说登上领奖台，連拿到第四名也算是很不错的成绩。所以，在2009年第十一届全运会结束后，刘晓宇曾一度想要退役，但在队里领导、教练极力挽留下，她最終决定留下来再坚持。
2012年，刘晓宇代表中国出戰英国伦敦舉行的奥林匹克运动会游泳比賽女子100米蛙泳賽事。她在初賽游出1:07.99，成績排名第17，僅僅未能晉級準決賽。	
2013年，刘晓宇代表辽宁在第十二届全运会游泳比赛女子100米蛙泳决赛中，以1分07秒66拿到亚军。
2017年，29岁的刘晓宇在全国游泳冠军赛女子100米蛙泳比赛中，获得铜牌。同年，她第五次参加全运会，並決定在全运会后退役。